# سلسلة الغراب
سلسلة الغراب' تتكون سلسلة الغراب من 4 روايات عصرية كتبت من قبل الكاتبة الأمريكية ماغي ستيرفاير. نشرت أول رواية «فتية الغراب» سنة 2012 بواسطة دار نشر scholastic بينما نشرت آخر رواية من سلسلة ملك الغربان في يوم 26 ابريل سنة 2016 .

| سلسلة الغراب                                                                         |                                   |
|                                                                                      |                                   |
| فتية الغراب (2012) سارقو الأحلام (2013) بلو ليلي، ليلي بلو (2014) ملك الغربان (2016) |                                   |
| الكاتبة                                                                              | ماغي ستيرفاير                     |
| البلد                                                                                | الولايات المتحدة                  |
| اللغة                                                                                | الإنجليزية                        |
| النوع                                                                                | خيال                              |
| دار النشر                                                                            | Scholastic Press                  |
| تاريخ النشر                                                                          | 18 September 2012 – 26 April 2016 |
| عدد كتب السلسلة                                                                      | 4                                 |

## حبكة الرواية

### فتية الغراب
تتمحور قصة السلسلة حول بلو سيرجنت وريتشارد غانسي الثالث وآدم باريش ورونان لينش ونواه زيرني وبحثهم عن الملك الويلزي النائم جليندور. تبدأ القصة في كتاب فتية الغراب بتقديم بلو وأعضاء عائلتها المتكونة من الوسطاء الروحيين. ترافق بلو خالتها نآيڤ في دورية الأشباح حيث ترى نآيڤ أرواح الأشخاص الذين سيموتون هذه السنة في مدينة هينتريا بولاية فيرجينيا وأثناء ذلك تشاهد بلو روح فتى يدعى بغانسي فتخبرها نآيڤ بأنها إما ستقع بحبه أو ستتسبب بقتله، فيما بعد بينما بلو تعمل بالمطعم تقابل غانسي وادم ورونان ونواه وتعرف بشأن بحثهم عن غليندور وتنضم لهم بغض النظر عن لقائهم الأول السيء وأثناء بحثهم يكتشفون غابة تدعى بكايبسواتر والتي تتعدى قوانين الوقت وتتواصل معهم باللاتينية. يضحي آدم بحريته ليصبح أيدي وأعين كايبسواتر وفيما بعد يظهر بأن رونان يمتلك القدرة على إخراج الأشياء من أحلامه.

### سارقو الأحلام
الكتاب الثاني من السلسلة «سارقو الأحلام» يركز على قدرة رونان بإخراج الاشياء من أحلامه. غري مان يعرف بأنه قاتل محترف أتى إلى هينريتا من قبل أوامر رجل يدعى قرينمانتل بحثاً عن شيء يسمى بالغري وارن وهو الاسم الذي أطلقته غابة كايبسواتر على رونان. نعرف فيما بعد ان والد رونان قد أخرج كل شيء يملكه تقريباً من أحلامه من طفولة رونان حتى والدته. فيما بعد تختفي غابة كايبسواتر ويظهر صبي يدعى كافنسكي يكشف عن قدرته بأخذ الأشياء من أحلامه كذلك ومع قدره كلً من كافنسكي ورونان في أخذ الاشياء من أحلامهم أصبحا يضعفان طاقة غابة كايبسواتر مما أدى إلى اختفائها. غري مان ووالدة بلو يقعان بحب بعضهما إلا أن غري مان يقرر الهرب من هينريتا مدعياً سرقة الغري وارن لأجل حماية رونان من رئيسه. استطاع آدم إعادة الطاقة لخط اللاي متمكناً بعدها من استعادة غابة كايبسواتر وأما رونان فيقاتل كافينسكي وتنينه الناري بمساعدة المخلوقات الليلية من أحلامه إلى أن ينهي حياته. يقابل غري مان أخيراً أخاه وينهي حياته كذلك. يحلم رونان بإرادة جديدة حتى يتمكن من العودة وإنقاذ أمه النائمة. وينتهي الكتاب باكتشاف بلو أن والدتها غادرت مع ملاحظة تقول أنها تحت الأرض.

### بلو ليلي، ليلي بلو
*بلو ليلي، ليلي بلو تساعد في الكتاب الثالث (بلو ليلي ليلي بلو) كلاً من بلو وبيرسفونِ - وسيطة روحانية تعيش مع بلو- آدم لتعلم كيف يصلح خطوط اللاي بالطريقة التي طلبتها كايبسواتر. سألا وسيطة روحانية أخرى تحاول التواصل مع مورا عن طريق قواها ولكن تتواصل مع شئ آخر. تجول مورا الكهف بحثاً عن ارتميس، والد بلو الشرعي فوجدت بحيرةً عاكسه. يدخل غانسي وبلو وآدم ورونان كهفًا في كايبسواتر في محاولة للعثور على مورا ولكن بدلا عن ذلك وجدوا كهفًا مليئًا بالغربان. ويأتي من المملكة المتحة ه مرشد غانسي القديم البروفيسور مالوري وكلبه الخدوم. ويدرس الفتيان معلم جديد للغة اللاتينه يدعى كولين قرينمانتل. يعثر بلو وغانسي على كهف اخر في الفناء الخلفي لرجل يدعى جيس ديتلي والذي كان أحد الأرواح التي راتها نآيڤ في المقبرة. وفي رحلتهم للعودة يجدون امرأه تدعى قوينلين، ابنة غليندور. تموت بيرسفون في محاولتها للعثور على مورا وآدم ورونان وتبتز كولين للمغادره. توظف بايبر زوجة زوجة قرينمانتل لصوص وتذهب لكهف جيس ديتلي حيث تقتل فيه جيس وتقبض على قري مان وتدخل الكهف. يذهب الفتية وبلو إلى كهف كايبسواتر حيث يجدون هياكل عظمية لحيوانات ايقظوها جميعها. ويجد بلو ورونان بحيرة سحرية حيث عبرتها بلو لتجد ميورا وارتميس. تدخل بايبر مع القراي مان ووأحد من اللصوص الذين وظفتهم.تهرب بلو وارتميس ومورا وقراي مان وتاركين بايبر واللص في الكهف الذي بدأ بالانهيار، بينما تجد نايڤ بايبر والتي أيقظت مخلوقًا عجيبًا

### ملك الغربان
ملك الغربان رابع وأخر كتاب في السلسلة. يستمر الفتية وبلو في رحلتهم للعثور على الملك غليندور.

## الخلفية
تدور معظم أحداث القصة في بلدة الخيال هينريتا بولاية فرجينا، والتي تقع مباشرة فوق أقوى خط ley. يعود آدم ورونان وبلو ونوا غانسي باستمرار إلى غابة  كابسواتر الغامضة التي تتواجد في حقبة زمنية مختلفة ولغة الحديث فيها اللاتينية.ينتسب آدم  ورونان وغانسي إلى مدرسة اغلينبي الأكاديمية والتي تعد الاغلى بين جميع مدارس الأولاد الأخرى. منزل طفولة رونان يدعى بالحظيرة وهي المكان الذي اكتشف ان والدته هي إحدى ابداعات حلم والده. 300 Fox way هو موطن بلو والعديد من الوسيطات الروحانيات في هينريتا. مونوماوث للتصنيع هو مصنع مهجور حيث نشأ فيه غانسي ورونان ونواه كما انه المكان الذي يبقى فيه مولاري وكلبه خلال زيارتهم. تحدث بعض احداث الحكاية في الكهف الذي يقع تحت كابسواتر والذي من المفترض وجود غليندور فيه.

## الشخصيات الرئيسية

### بلو سيرجنت
تعيش بلو ووالدتها الوسيطة الروحانية مورا في منزل يدعى 300 Fox Way متشارك مع وسيطات روحانيات أخريات وبالرغم من أن عدم حصول بلو على قدرة الوساطة الروحية إلا أنها تعزز من قوى الوسيطات الروحانيات والمخلوقات الخارقة الأخرى. تعمل بلو في مطعم يدعى بنينو وتتوق إلى السفر حول العالم ومساعدة الآخرين. أخبرنها الوسيطات الروحانيات بأنها عندما تقبل حب حياتها فسيموت.

### مورا سيرجنت
مورا وسيطة روحانية ووالدة بلو، تستخدم أوراق التاروت أثناء قراءتها وغالباً ماترتدي البناطيل المعلمة بالثقوب وتملك ولعاً في البقاء عارية القدمين. تقع في حب القري مان ولاحقاً تختفي تحت الأرض كي تبحث عن والد بلو البايلوجي ارتيمس.

### ريتشارد «ديك» كامبل غانسي الثالث
ريتشارد ديك كامبل غانسي الثالث ويعرف أيضاً بغانسي بين أصدقائه هو طالب من مدرسة اغلينبي ينطلق في رحلة لإيجاد الملك الويزلي غليندور الذي يعتقد أنه السبب في إنقاذ حياته قبل سبع سنوات والذي تسببت به حساسية النحل إلا أن حياته أنقذت من قبل غليندور ويقود غانسي سيارة كامارو برتقالية تدعى بالبيج.

### آدم باريش
آدم باريش هو طالب في مدرسة اغلينبي يعاني من الناحية المالية ويتقبل أي شفقة من غانسي. في بداية القصة يعيش آدم في مقطورة مع أمه ووالده المعروف بالإساءة إليه إلا أنه في وقت لاحق يتخذ موقفاً ضد والده بتوجيه اتهامات ضده والانتقال للعيش في شقة فوق كنيسة القديس أغنيس. ضحى آدم بإرادته الحرة إلى غابة كايبسواتر لإصلاح خطوط اللاي ثم للمساعدة في استعادة غابة كايبسواتر. آدم مصاب بالصمم في أذنه اليسرى بالإضافة إلى أنه بعلاقة حاليا مع صديقة رونان لينش.

### رونان لينش
يعرف رونان لينش بأنه خطير كخطورة لقروش ولكنه ودود مع المقربين له. غابة كايبسواتر تلقبه بالغري وارنر وفيما بعد يظهر أن معناه هو الشخص الذي يمكنه إخراج الاشياء من أحلامه. يحاول رونان استخدام قدرته على إيقاظ والدته والماشية من منزل طفولته وكلها أشياء أخرجها والده نايل من احلامه. يساعد رونان آدم في تقديم أدلة مزيفة ضد غرين مانتل لابتزازه لمغادرة هينريتا. وكما في ذكو من قبل بالقصة رونان على علاقة مع ادم.

### نواه زيرني
كان نواه زيرني من طلاب اغلينبي إلا أن أستاذة اللغة اللاتينية بارينغتون والك استخدمه كتضحية بمحاولة فاشلة لإيقاظ خطوط اللاي. يعتمد نواه على الطاقة من خطوط اللاي أو من صديقته بلو سيرجنت للبقاء بشكل مادي أمامهم. على مدار السلسلة يتضح أن روحه تتحلل ويحتاج للمزيد من الطاقة للبقاء طبيعياً

### كولين قرينمانتل
كولين قرينمانتل جامع للآثار الغامضة ورئيس القريمان حيث أرسله في مهمة لقتل والد رونان لينش وفيما بعد أرسله لإيجاد القريوارن. يأتي إلى هينتريا تحت غطاء كونه مدرس للغة اللاتينية في اغلبيني بحثاً عن القريوارن بعد أن خانه القري مان. يغادر هيينتريا عائداً إلى بوستن تاركأ زوجته بيبير في كهف جيسي ديتلي.

### القري مان (السيد قري)
القري مان قاتل مستأجر عُين من قبل القرينمانتل كي يسرق شيئاً يدعى بالغريوارن. وبينما هو في هينتريا بدأ يتسلل له حب المدينة ووقع في حب أم بلو ميورا والتي بدورها تبادله المشاعر. يغادر هينتريا لحماية رونان ولكنه يعود عندما يكتشف أن القرينمانتل في المدينة. يستمتع بشعر الأنجلوسكسونيون ويستذكر القصائد بشكل مستمر أثناء أحداث القصة.

### غليندور
غليندور ملك ويلزي أنقذ حياة غانسي بشكل مزعوم قبل 7 سنوات من أحداث القصة ويظل يذكر اسمه على لسان الشخصيات طوال أحداث القصة مع أنهم لم يقابلوه بشكل مباشر. يؤمن أبطال القصة المراهقين بأنهم إذا وجدوا غليندور وأيقظوه فإنه سيكافئهم بتحقيق أمانيهم.

## شخصيات أخرى

### الوسيطات الروحانيات
يعيش في منزل 300 Fox Way  عدة وسيطات روحانيات من ضمنهم اورلا ونآيڤ وبيرسفون وكالا وجيمي حيث يساعدون جماعة غانسي في رحلة البحث عن غليندور، كما يستخدمون قدرتهم على كسب لقمة عيشهم.

### ارتيمس
أحد أتباع غليندور ووالد بلو البايلوجي والذي لم تلتقي به بلو حتى أخبرتها أمها عنه وأنقذوه من الكهف الموجود تحت غابة كابسواتر حيث حبس نفسه في خزانة في منزل 300 Fox Way  خوفاً من قوينلين.

### قوينلين
قوينلين ابنة غليندور والتي ووجدت تحت الأرض في تابوت حجري في كهف جيسي ديتلي. تستمر في التحدث بواسطة الأحاجي وتغني بشكل عشوائي. تتشابه مع بلو في أنهم لايملكون قدرة الوساطة الروحانية بل يعكسون ويعززون قوى الآخرين.

### هنري شينغ
طالب في انغلبيني من أصل كوري وصيني وهو صديق غانسي وفيما بعد يصادق بلو. يشاهد بلو وغانسي في رحلة في وقت متأخر بالليل. يخطط لاحقاً هو وبلو بأن يذهبوا في رحلة إلى فينزويلا.

### جوزيف كافينسكي
كافينسكي يملك مثل قوى رونان والتي بواسطتها يستطيع استخراج الأشياء من حلمه. يستخدم قوته بالسرقة من أحلامه بينما رونان يطلبها. يحب تحدي رونان ويملك ساحة مليئة بسيارات بديلة ومشابهه لسيارته. يستخدم قدرته بشكل أناني والتي قادته لحذفه بالنهاية حيث مات بسبب نيران تنين أخرجه من حلمه.

### جيسي ديتلي
شخصية فرعية وبقائمة الأشخاص الذين رأتهم نايف في بداية القصة في المقبرة وتحدد موته في غضون 12 شهر. لاحقاً، يقابلونه بلو وغانسي ويقنعونه بالسماح لهم باستكشاف كهفه بالرغم من تحذيراته لهم بأن الكهف كان سبب لعن عائلته. في الكهف يجدون قوينلين وفيما بعد يكشف ديتلي بأن هناك مخلوقات غريبة تخرج من الكهف وفي بعض الأوقات تأتي للمنزل. تقتله بايبر قرينمانتل كي تدخل الكهف.

### بايبر قرينمانتل
زوجة كولين قرينمانتل، أول ظهور لها كان كامرأة تريد الاستمتاع فقط ولكن عندما تنتقل مع زوجها إلى هينتريا حيث يتحول اهتمامها إلى الوسطاء الروحانيين وأوراق التاروت وبالنهاية تقرر أن تحصل على ما جائوا لأجله  إلى هينتريا فتقوم بتعين رجلين من العصابات لكي يقتلوا جيسي ديتلي وتدخل الكهف وبعدما تستيقظ تجد غرفة بداخلها مخلوق غامض غير بشري بداخل أنبوب فتخبره بأن يستيقظ.

## تحوله إلى مسلسل
في 10 أبريل سنة 2017 أُعلن بأنه سيُنتج مسلسل للسلسلة بإخراج وإنتاج Catherine Hardwicke وتحت إدارة Andrew Miller ، شركة التوزيع Warner Bros. Domestic Television